# Grande Russia (partito politico)
Velikaya Rossiya (in russo Великая Россия?, letteralmente Grande Russia) è un partito politico ultra-nazionalista di estrema destra russo che è stato associato al neonazismo.

## Storia
È stato creato come alleanza elettorale nell'aprile 2007 dall'ex leader e parlamentare di Rodina Dmitry Rogozin, assieme al suo nuovo partito, il Congresso delle comunità russe (formato da altri ex esponenti di Rodina, ai quali Russia Giusta aveva rifiutato l'ingresso nel partito), e al Movimento contro l'immigrazione illegale..
Ufficialmente il partito fu fondato il 5 maggio 2007, per evitare accuse di estremismo il suo regolamento fu copiato quasi alla pari da quello di Russia Giusta, partito già elettoralmente registrato.Il presidente del partito fu fin dall'inizio Andrei Saveliyev (l'unico ex parlamentare di Rodina che si era opposto alla sua trasformazione in Russia Giusta).
I colori del partito sono l'arancione e il giallo della tigre dell'Amur. Dmitry Rogozin sostenne di aver avuto l'idea di usare la tigre come logo del partito dopo aver appreso che il numero di esemplari della specie nel 2006 era aumentato per la prima volta nella storia.
Velikaya Rossiya dichiarò inizialmente di sostenere la candidatura del presidente bielorusso Alexander Lukashenko a presidente della Russia nel 2008, una candidatura inammissibile in quanto Lukashenko non è cittadino russo. Rogozin affermò anche che il partito avrebbe partecipato alle elezioni parlamentari del 2007. Secondo i sondaggi questo partito avrebbe avuto buone possibilità di superare la soglia del sette per cento necessaria per l'ingresso nella Duma., Aleksandr Konovalov, del Centre for Strategic Assessment and Analysis, arrivò a stimare che avrebbe potuto raggiungere il 17-20% di voti in libere elezioni, e Rogozin affermò di puntare alla vittoria elettorale col 25% dei voti, aiutato in questo da una fuga di aderenti dal partito Russia Giusta verso il suo.
Nonostante il probabile sostegno da parte di alcuni siloviki, il 24 luglio 2007 a Velikaya Rossiya è stata negata la registrazione da parte del Servizio di registrazione federale, ufficialmente per un insufficiente numero di iscritti e per problemi statutari (nonostante lo statuto del partito ricalcasse quello di Russia Giusta). Dopo un tentativo di ricorso, al partito venne nuovamente negata la registrazione e quindi non poté partecipare alle elezioni legislative del dicembre 2007. Il Cremlino inoltre accusò il partito di ricevere finanziamenti dal miliardario oppositore di Putin Boris Berezovskij.
La concessione della registrazione elettorale fu negata nonostante Rogozin svolgesse un'opposizione estremamente moderata verso il Cremlino (sarà anzi nominato ambasciatore russo presso la NATO nel 2008). Tale diniego è stato interpretato da alcuni analisti come dovuto al fatto che il Cremlino nel 2007 non avesse bisogno della presenza dei nazionalisti per manipolare le elezioni. Altri invece vi hanno visto una conferma della politica già adottata contro Rodina nel 2005, quando a quest'ultimo partito, manipolato dall'alto fin dalla fondazione per controllare l'ambiente nazionalista, venne vietato di partecipare alle elezioni quando stava divenendo troppo forte e troppo estremista.

## Ideologia
Velikaya Rossiya nel 2007 si autoraffigurava come un partito nazional-conservatore, sostenendo di voler rompere la frattura tra forze liberali e sociali e imporre quella tra forze nazionali e anti-nazionali. Il partito sostiene l'idea di una Russia solo per veri russi, vale a dire coloro cresciuti nella cultura e nei valori russi. Inoltre è radicalmente contrario a qualsiasi influenza straniera. A livello ideologico si riconosce inoltre nella cosiddetta Russkaya doktrina (letteralmente "dottrina russa"), un testo nazionalista conservatore redatto nel 2005 che vede al centro della propria idea la civilizzazione russa, opposta all'idea dei nazionalismi degli stati nazione, visti anzi come strumenti che (come nei casi delle cosiddette rivoluzioni colorate) sovvertono le antiche tradizioni.